# Graham Capill
Graham John Capill (ur. 1959) – były nowozelandzki polityk. Do 2003 służył jako pierwszy przywódca nieistniejącej już Christian Heritage Party (Partii Dziedzictwa Chrześcijańskiego). 
W 2005 roku został skazany za wiele przestępstw seksualnych wobec dziewcząt poniżej 12 roku życia i skazany na dziewięć lat więzienia. Został zwolniony warunkowo po sześciu latach w sierpniu 2011 roku.